# Dušan Griga
Dušan Griga (* 14. října 1960) je bývalý slovenský fotbalista, útočník. Jeho bratrem je bývalý československý reprezentant a fotbalový trenér Stanislav Griga. V roce 1987 emigroval do Rakouska.

## Fotbalová kariéra
V československé lize hrál za ZVL Žilina a SK Slavia Praha. V československé lize nastoupil v 26 utkáních a dal 5 gólů. Dále hrál na vojně za VTJ Tábor a za TJ JZD Slušovice.

## Ligová bilance
| Ročník            | Zápasy | Góly | Klub             |
| ----------------- | ------ | ---- | ---------------- |
| II. liga 1979/80  | -      | 4    | ZVL Žilina       |
| II. liga 1980/81  | 26     | 2    | ZVL Žilina       |
| II. liga 1981/82  | 9      | 0    | VTJ Tábor        |
| III. liga 1982/83 | -      | -    | VTJ Tábor        |
| I. liga 1983/84   | 21     | 5    | ZVL Žilina       |
| I. liga 1984/85   | 4      | 0    | ZVL Žilina       |
| I. liga 1984/85   | 1      | 0    | Slavia Praha     |
| III. liga 1985/86 | -      | -    | TJ JZD Slušovice |
| II. liga 1986/87  | 14     | 10   | TJ JZD Slušovice |
| CELKEM I. LIGA    | 26     | 5    |                  |